# Wladimir Germanowitsch Lidin
Wladimir Germanowitsch Lidin (eigentlich Gomberg) (russisch Владимир Германович Лидин; wiss. Transliteration Vladimir Germanovič Lidin; geboren am 3. Februarjul. / 15. Februar 1894greg. in Moskau; gestorben am 27. September 1979 in Moskau) war ein russisch-sowjetischer Schriftsteller, Bibliophiler und Literaturprofessor. Er ist vornehmlich Verfasser von Erzählungen in der Tradition der russischen Prosa der Jahrhundertwende.

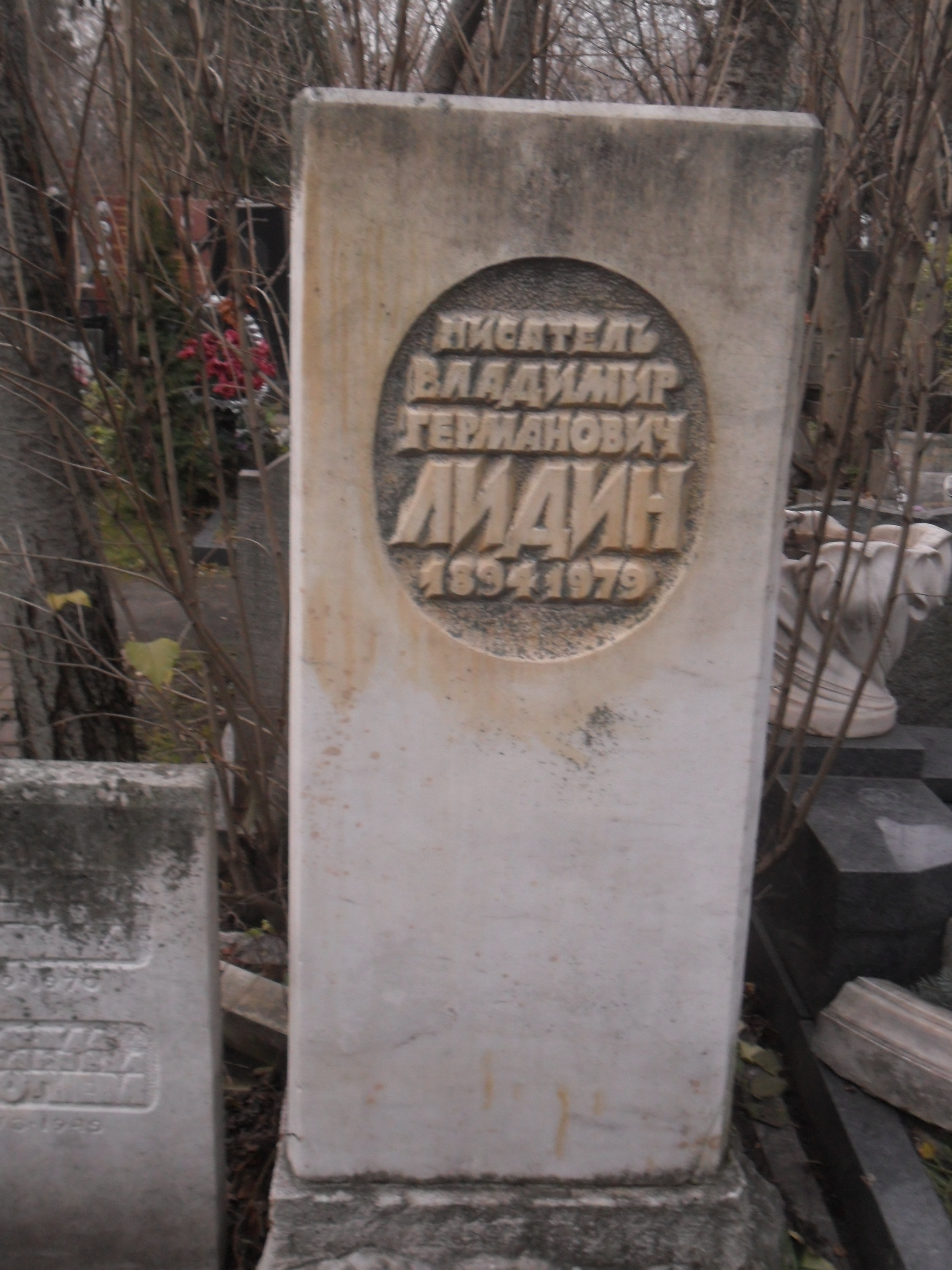
Grab auf dem Nowodewitschi-Friedhof in Moskau (Aufschrift des Grabsteines: „Schriftsteller Wladimir Germanowitsch Lidin 1894-1979“)

## Leben und Wirken
Lidin ist Sohn eines Kaufmannes und studierte Orientalistik am nach Iwan Lasarew benannten Institut für orientalische Sprachen und Jura an der Juristischen Fakultät der Universität Moskau. Die Dichter Dostojewski, Tschechow und Bunin waren von Einfluss auf sein Schaffen. Anfangs schrieb er über das Leben der 'kleinen Leute' in der bürgerlichen Gesellschaft, später insbesondere über den Sowjetalltag und das moderne Großstadtleben. 1916 erschienen eine erste Sammlung seiner Prosastücke. Während des Bürgerkrieges kämpfte er in der Roten Armee und war an verschiedenen Fronten, auch in Sibirien und in der Mongolei. Während des Zweiten Weltkrieges war er Kriegsberichtserstatter für die Iswestija und für Armeezeitungen. In seinen Erzählungen Sima 1941 (Winter 1941)  widerspiegeln sich seine Kriegserlebnisse im Großen Vaterländischen Krieg. Im Schwarzbuch über den Holocaust und die Verbrechen der Wehrmacht in der Sowjetunion fand Aufnahme seine Skizze Talnoje über die Tragödie in der Stadt im Kiewer Gebiet in der Ukraine. Mit Ilja Ehrenburg war Lidin befreundet. Lidin lehrte am Maxim-Gorki-Literaturinstitut in Moskau. Seine Lebenserinnerungen erschienen unter dem Titel Ljudi i wstretschi („Menschen und Begegnungen“). Er ist auf dem Moskauer Nowodewitschi-Friedhof begraben.

## Werke (Auswahl)
- Die sechste Tür (Berlin, 1923) Шестая дверь  «Книгоиздательство писателей» / Šestaja dver'
- Wochentage der Mäuse (1923) Myschinyje budni / Мышиные будни / Myšinye budni (1923)
- Meeresbrise (1923) Morskoi skwosnjak / Морской сквозняк / Morskoj skvoznjak
- Norden (1925) Nord / Норд / Nord
- Blau und gelb (1925) Goluboje i scholtoje / Голубое и жёлтое / Goluboe i žëltoe # vgl. Yellow-Red-Blue, 1925 by Wassily Kandinsky
- Idut korabli 1926 (Es fahren die Schiffe)
- Goluboe rano (1926; deutsch Das goldene Vlies)
- Otstupnik Отступник (1927). dt. „Der Abtrünnige“ Drei Kegel Verlag, Berlin, 1928
- Menschensohn (1927) Syn tscheloweka Сын человека Syn čeloveka
- Das Grabmal des unbekannten Soldaten (1932) Могила неизвестного солдата / Mogila neizvestnogo soldata
- Weliki i Tichi 1933 (Der Große oder Stille Ozean)
- Sima 1941 (Winter 1941) (1942)
- Exil (1947) Isgnanije / Изгнание / Izgnanie
- Dwe shisni / Dve žizni (1950; deutsch Zwei Leben. Kultur und Fortschritt, Berlin 1951)
- Daljoji drug 1957 (Der ferne Freund)
- Powesti i rasskasy. Moskau 1958 (Novellen und Erzählungen)
- Ljudi i wstretschi / Люди и встречи / Ljudi i vstreči (Menschen und Begegnungen) (1957). Erinnerungen
- Drusja moi - knigi / Друзья мои — книги / Druz'ja moi – knigi (1962)
- Vse časy vremeny (1972). Erzählung
- Otraženija zvezd (1978). Erzählung

Sammelausgaben seiner Werke
- Sobr. Sotsch., 6 Bände, Moskau 1928/30
- Sobranie sočinenij, 3 Bände (1973–74)